# Каулве
Каулве (англ. Lake Kaulime) — небольшое пресноводное озеро на севере Малави.
Находится в северной части страны на территории национального парка Ньика в 8 км к западу от Челинды. Лежит на высоте 2200 метров над уровнем моря. Это небольшое озеро, оно занимает территорию 0,013 км². Каулве образовалось в результате небольшого оползня, перекрывшего сток одного из притоков реки Северная Рукуру. Местные жители считают озеро священным.

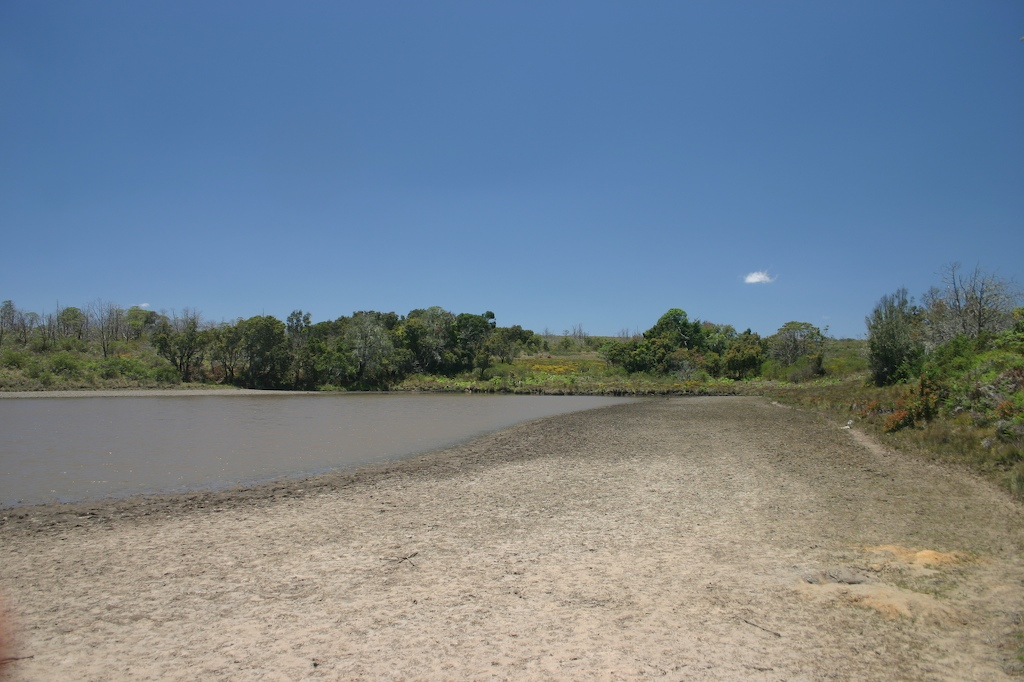
Озеро Каулве в сентябре 2008 года